# Arthur Hermann
Arthur Alfred Hermann (Mülhausen, Alt Rin, 16 d'octubre de 1893 – Belfort, Territori de Belfort, 28 de març de 1958) va ser un gimnasta artístic francès que va competir en els anys posteriors a la Primera Guerra Mundial.
El 1920 va prendre part en els Jocs Olímpics d'Anvers, on guanyà la medalla de bronze en el concurs complet per equips del programa de gimnàstica.
Quatre anys més tard, als Jocs de París, guanyà la medalla de plata en el concurs complet per equips. En aquests mateixos Jocs disputà vuit proves individuals del programa de gimnàstica, sent la sisena posició en escalada en corda la millor posició aconseguida.